# منشورات ضفاف
منشورات ضفاف هي دار نشر أنشئت في بيروت.  يديرها الناشر بشار شبارو، وتعنى بنشر الكتب في مختلف المجالات الفكريّة والأدبيّة والعلميّة الوافنّيّة والإبداعيّة، كما أنها تعمد إلى النّشر المشترك مع دور نشر في البلدان العربية. تختص منشوارت ضفاف في حقل العلوم الإنسانية والأدب على اختلاف أنواعه والنقد الأدبي والألسني والبنيوي، وتولي حيزاً خاصاً للفلسفة القديمة والحديثة من خلال دراسات جادة وذات طابع أكاديمي.